# Viburnum (Missouri)
Ne pas confondre avec le genre Viburnum – voir viorne.
La ville de Viburnum est située dans le comté d’Iron, dans l’État du Missouri, aux États-Unis. Sa population s’élevait à 693 habitants lors du recensement de 2010, estimée à 654 habitants en 2016.

## Source
- (en) Cet article est partiellement ou en totalité issu de l’article de Wikipédia en anglais intitulé « Viburnum, Missouri » (voir la liste des auteurs).